# Chugach Census Area
Die Chugach Census Area ist eine Census Area im US-Bundesstaat Alaska. Sie ist Teil des Unorganized Boroughs und hat deshalb keinen County Seat. Gebildet wurde sie 2019, als die Valdez-Cordova Census Area in die Copper River Census Area und die Chugach Census Area gespalten wurde. Das macht sie – neben der Copper River Census Area – zum neuesten County und County Equivalent der Vereinigten Staaten. Bei der Volkszählung im Jahr 2020 lebten hier 7102 Menschen.

## Geografie
Der Name der Census Area kommt von den Chugach Mountains, die sich über das Gebiet erstrecken und einige Skigebiete beherbergen. 
Die Census Area grenzt (im Uhrzeigersinn) an das Kenai Peninsula Borough, Anchorage, das Matanuska-Susitna Borough, die Copper River Census Area und das Yakutat Borough.

## Kultur und Sehenswürdigkeiten

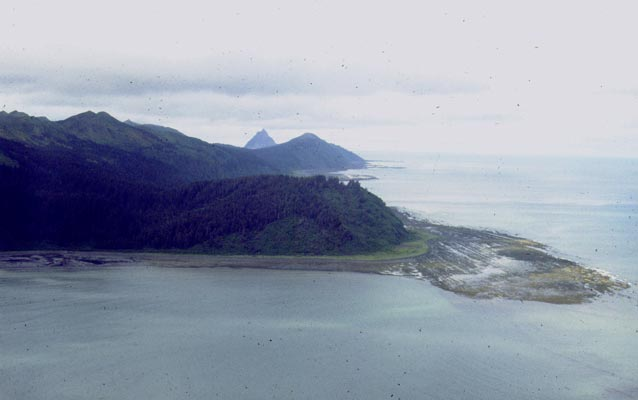
Bering Expedition Landing Site (2013). Diese Stätte ist seit Juni 1978 ein National Historic Landmark.

Zehn Bauwerke, Stätten und historische Bezirke (Historic Districts) der Census Area sind im National Register of Historic Places („Nationales Verzeichnis historischer Orte“; NRHP)  eingetragen (Stand 1. Februar 2022), darunter haben die Bering Expedition Landing Site und der Palugvik Archeological District den Status von National Historic Landmarks („Nationale historische Wahrzeichen“).

## Städte und Orte
In der Chugach Census Area befinden sich 3 Cities (Gemeinden) sowie 2 Census-designated places (gemeindefreie Gebiete) (Stand 2020).

### Cities
- Cordova
- Valdez
- Whittier

### Census-designated places (CDPs)
- Chenega
- Tatitlek